# جوني كلاي
جوني كلاي (18 مارس 1898 - 11 أغسطس 1973) (بالإنجليزية: Johnnie Clay)‏ هو لاعب كريكت بريطاني (وحمل سابقاً جنسية المملكة المتحدة لبريطانيا العظمى وأيرلندا). شارك مع منتخب إنجلترا للكريكت. أما مع النوادي، فقد لعب مع نادي مقاطعة غلاموركن للكريكت ‏.

## وصلات خارجية
- جوني كلاي على موقع إي آس بي آن كريك إنفو (الإنجليزية)